# Рицлерн
Рицлерн (нем. Riezlern) — посёлок в Австрии, в федеральной земле Форарльберг.
Входит в состав округа Брегенц. Население чел. Занимает площадь xxx км².
Рицлерн вместе с поселками Хиршег и Миттельберг входит в состав коммуны Миттельберг.

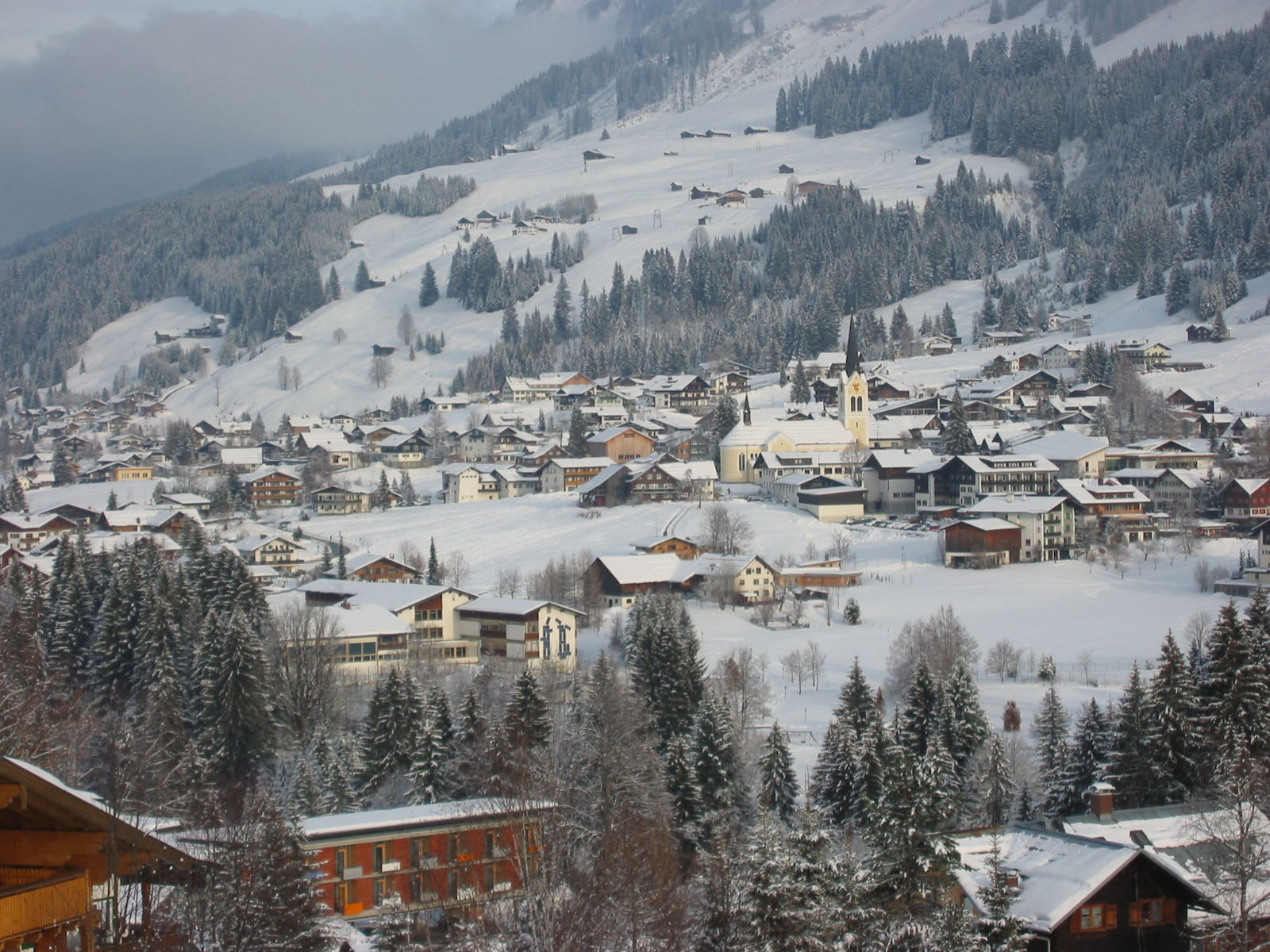
Рицлерн